# Celaenogamasus hirtellus
Genre
Espèce
Celaenogamasus hirtellus est une espèce d'acariens mesostigmates de la famille des Cercomegistidae, la seule du genre Celaenogamasus.

## Distribution
Cette espèce été découverte au Chili.

## Taxinomie
La position de cette espèce dans les Cercomegistidae est discutée.

## Publication originale
- Berlese, 1901 : Acari sud americani. Zoologischer Anzeiger, vol. 25, p. 12-18 (texte intégral).